# Товарнова, Ольга Александровна
Ольга Александровна Товарнова (в девичестве — Шуликова) (род. 11 апреля 1985 года) — российская легкоатлетка, специализирующаяся в беге на 400 метров. Серебряный призёр чемпионата Европы в помещении 2013 года. Многократный призёр чемпионатов России. Мастер спорта России международного класса.

## Биография
Ольга Александровна Шуликова родилась 11 апреля 1985 года. Начала заниматься лёгкой атлетикой в седьмом классе средней школы. До 2007 года жила в Красноярском крае, где тренировалась у Сергея Григорьевича Леоненко. Специализировалась сначала на коротком спринте (100 и 200 метров), затем перешла в бег на 400 метров. Окончила институт.
После переезда в Волгоград тренировалась под руководством Владимира Николаевича Типаева.
Чемпионка Европы среди молодёжи 2007 года в эстафете 4×400 метров и серебряный призёр в беге на 400 метров. Позже участвовала в чемпионате мира и нескольких чемпионатах Европы.

### Семья
После того, как Ольга вышла замуж за метателя копья Алексея Товарнова, она взяла его фамилию. 7 июля 2016 года родила сына, которого супруги назвали Лев.

## Основные результаты

### Международные
| Год  | Соревнования                    | Место проведения     | Место        | Дисциплина | Результат |
| ---- | ------------------------------- | -------------------- | ------------ | ---------- | --------- |
| 2007 | Чемпионат Европы среди молодёжи | Дебрецен, Венгрия    | 400 м        | 2          | 51,57     |
| 2007 | Чемпионат Европы среди молодёжи | Дебрецен, Венгрия    | эст. 4×400 м | 1          | 3:26,58   |
| 2012 | Чемпионат Европы                | Хельсинки, Финляндия | эст. 4×400 м | 6          | 3:28,36   |
| 2013 | Чемпионат Европы в помещении    | Гётеборг, Швеция     | эст. 4×400 м | 2          | 3:28,18   |
| 2014 | Чемпионат мира в помещении      | Сопот, Польша        | эст. 4×400 м | DSQ (4)    | 3:28,39   |
| 2014 | Командный чемпионат Европы      | Брауншвейг, Германия | эст. 4×400 м | 6          | 3:30,36   |
| 2015 | Чемпионат Европы в помещении    | Прага, Чехия         | эст. 4×400 м | 6          | 3:32,53   |

### Национальные
| Год  | Соревнования                         | Место проведения | Дисциплина   | Место | Результат |
| ---- | ------------------------------------ | ---------------- | ------------ | ----- | --------- |
| 2009 | Чемпионат России по эстафетному бегу | Сочи             | комб. эст.   | 2     | 2:10,62   |
| 2011 | Чемпионат России                     | Чебоксары        | эст. 4×100 м | 2     | 45,00     |
| 2012 | Чемпионат России                     | Чебоксары        | эст. 4×400 м | 3     | 3:33,60   |
| 2013 | Чемпионат России в помещении         | Москва           | 400 м        | 3     | 52,46     |
| 2013 | Чемпионат России                     | Москва           | эст. 4×400 м | 2     | 3:35,94   |
| 2015 | Чемпионат России в помещении         | Москва           | 400 м        | 2     | 52,97     |
| 2015 | Чемпионат России                     | Чебоксары        | эст. 4×400 м | 3     | 3:33,16   |